# María Pilar Fernández Álvarez
Mª Pilar Fernández Álvarez (Ourense, 1944) es una lingüista española. Fue profesora en el Departamento de Filología Clásica en la Universidad de Salamanca e indoeuropeísta. Obtuvo la licenciatura y doctorado en Filología Clásica en esta universidad.

## Visión general de su obra
Durante los primeros años de su carrera académica realizó investigaciones en el campo de la dialectología del griego antiguo 1 (dialecto argólico). Tras un largo período postdoctoral en la RFA (Universidad de Tübingen), se especializó finalmente en lenguas germánicas.
Mª Pilar Fernández ha trabajado en las cuatro ramas principales de la lingüística comparada. De todas ellas le han elaborado manuales universitarios de iniciación 2. También ha publicado traducciones, antologías, ediciones bilingües de textos 3, realia 4 y ediciones de textos en línea 5. Otra faceta de su trabajo son los estudios de sinopsis histórica 6, contrapunto teórico al resto de su producción.

## Características generales su labor académica
- Nuevo enfoque de la problemática de esta rama de lenguas, opuesta al que imperaba en la universidad española hasta entonces.
- Estudio global: anteriormente al trabajo de esta investigadora, la lengua gótica, alto alemán antiguo y nórdico antiguo apenas obtenían un tratamiento que no fuera meramente superficial. La originalidad de su trabajo consiste, principalmente, en una eficaz llamada de atención sobre campos del saber poco trabajados en el ámbito académico español.
- Mª Pilar Fernández reconoce que su enfoque a la hora de enfrentar la obra académica es inusual en el ámbito de la lingüística indoeuropea: concibe este trabajo como obra colectiva y esa es la causa por la que casi todos sus libros sean labor compartida con otros investigadores, quienes generalmente aportan la visión teórica que complementa la suya, eminentemente práctica.

Luis Michelena y Antonio Tovar han sido siempre sus figuras de referencia y reconocidos maestros.

## Obra

### Estudios dedialectología griega
- "El argólico occidental y oriental en las inscripciones de los siglos VII, VI y V a. C.", Studia Philologica Salmanticensia 3, 1979, 265-268.
- "El sistema de vocales largas en los dialectos argólicos", Habis 11, 1979-80, 9-16.
- El argólico occidental y oriental en las inscripciones de los siglos VII, VI y V a. C (tesis doctoral), Universidad de Salamanca, 1981 (271 págs.).
- "Alargamientos compensatorios y contracciones isovocálicas en las inscripciones del argólico occidental y oriental posteriores al s. V a. C.", Habis 12, 1981, 9-22.
- "Notas lingüísticas sobre una inscripción arcaica de Tirinte", Habis 17, 1986, 9-20.

### Monografías
- Lenguas, genes y culturas en la prehistoria de Europa y Asia Suroccidental, Universidad de Salamanca, 2011 (962 p.) (en colaboración con F. Villar, B. M. Prósper y C. Jordán).

### Manuales de iniciación a las lenguas germánicas antiguas
- Manual de Antiguo Alto Alemán, Universidad de Salamanca, 1988 (392 p.)
- Manual de Lengua Gótica, Universidad de Salamanca 1988 (2º edición revisada) (263 p.) (en colaboración con A. Agud).
- Antiguo Inglés. Estudio histórico-comparativo de las lenguas germánicas occidentales antiguas, Consejo Superior Investigaciones Científicas, Madrid, 1995 (513 págs.) (en colaboración con C. Montes-G. Rodríguez)
- El antiguo islandés. Historia y lengua, Ediciones Clásicas, Madrid, 1999 (361 p.)

### Traducciones y ediciones bilingües
- Traducción del Heliand antiguo sajón al español , Ed. Marcial Pons, Madrid, 1996 (353 p.) (en colaboración con C. Búa-I. Juanes).
- Saga de los habitantes de Eyr, Ed. Tilde,Valencia, 2000 (166 p.) (en colaboración con T. Manrique).
- Antología de la Literatura Nórdica Antigua (edición Bilingüe), Universidad de Salamanca, 2002 (409 p.) (en colaboración con T. Manrique).
- Las leyes del Gulathing, Universidad de Salamanca, 2005 (230 p.) (en colaboración con T. Manrique).

### Estudios de sintaxis histórica germánica
- "Neutros sujetos de verbos transitivos en gótico", Navicula Tubigensis. Studia in honorem A. Tovar, Universidad Tübingen, 1984, 127-132.
- "Esbozo de una sintaxis dependencial del texto gótico del Evangelio de S. Marcos", Symbolae L. Mitxelena septuagenario oblatae, Universidad del País Vasco, 1985, 48-61.
- "Orden de los constituyentes en la frase nominal en el antiguo alto alemán de Taciano", Stephanion. Homenaje a María C. Giner, Universidad de Salamanca, 1988, 29-39.
- "El orden de los constituyentes de la frase en la versión antiguo alto alemana de Taciano", Philologica I, Homenaje a D. A. LLorente, Universidad de Salamanca, 1989, 175-182.
- "La expresión de futuro en el Isidoro antiguo alto alemán", Studia indogermanica et palaeohispanica in honorem A. Tovar et L. Michelena, Universidad de Salamanca, 1990, 211-223.
- "La expresión del futuro en la versión antiguo alto alemana de 'La Regla Benedictina'", Veleia 7, 1990, 381-387.
- "Preverbation in Old Germanic Languages: A Research Method", Selim 4, 1994, 94-117 (en colaboración con C. Montes).

### Realia
- "Eyrbyggja Saga, la saga de Snorri el Godi", Kalon Theama. Estudios de Filología Clásica e Indoeuropeo dedicados a F. Romero Cruz, Universidad de Salamanca, 1999, 25-36.
- "Sobre el poder de la palabra en las leyes medievales noruego-islandesas”, Munus quaesitum meritis. Homenaje a Carmen Codoñer, Universidad de Salamanca, 2007, 301-309.
- “Anglo-Saxon influence on the Earliest Norwegian laws”, Multidisciplinary Studies in Language and Literature: English, American, and Canadian. In memoriam Gudelia Rodríguez Sánchez, Universidad de Salamanca, 2008, 39-48 (en colaboración con T. Manrique).
- "El ocaso del recitador de leyes: Reflexiones en torno a la oralidad en la cultura islandesa antigua", Est hic varia lectio. La lectura en el mundo antiguo, Universidad de Salamanca, 2008, 167-179.

### Ediciones de textoson-line
- Isidoro de Sevilla, De fide catholica, edición bilingüe latín-antiguo alto alemán, Thesaurus of Indo-European texts and languages (TITUS), Universidad de Frankfurt (en colaboración con M. García-Bermejo).
- La Regla Benedictina, edición bilingüe latín-antiguo alto alemán, Thesaurus of Indo-European texts and languages (TITUS), Universidad de Frankfurt (en colaboración con M. García-Bermejo).
- Taciano, la Armonía de los Evangelios, edición bilingüe latín-antiguo alto alemán, Thesaurus of Indo-European texts and languages (TITUS), Universidad de Frankfurt (en colaboración con M. García-Bermejo).
- Antiguo islandés: Apéndices. Thesaurus of Indo-European texts and languages (TITUS), Universidad de Frankfurt.

### Editora
- Coeditora con C. Codoñer y J. A. Fdez. Delgado de Stephanion. Homenaje a María C. Giner, Universidad de Salamanca, 1988 (254 págs.).
- Coeditora con los V. Bécares y E. Fdez. Vallina de Kalon Theama. Estudios de Filología Clásica e Indoeuropeo dedicados a F. Romero Cruz, Universidad de Salamanca, 1999 (364 p.)
- Coeditora con F. Villar de Religión, Lengua y Cultura prerromanas de Hispania, Universidad de Salamanca, 2001 (748 p.)
- Coeditora con E. Fdez. Vallina y T. Martínez Manzano de Est hic varia lectio. La lectura en el mundo antiguo, Universidad de Salamanca, 2008 (202 p.)